# Beucaire
Beucaire (en francès Beaucaire) és un municipi francès situat al departament del Gers i a la regió d'Occitània.

## Geografia

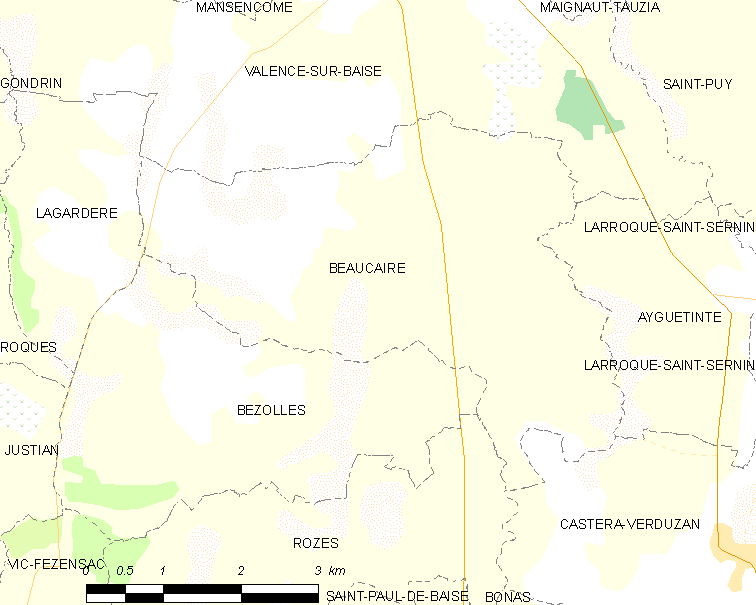
Mapa de la comuna de Beucaire

## Administració i política

### Alcaldes
| Període   | Identitat               | Partit        |
| --------- | ----------------------- | ------------- |
| 2001-2008 | Marie-Thérèse Castadère | Divers gauche |
| 2008-     | Raymonde Barthe         |               |

## Demografia
| 1962                                       | 1968 | 1975 | 1982 | 1990 | 1999 | 2006 |
| ------------------------------------------ | ---- | ---- | ---- | ---- | ---- | ---- |
| 387                                        | 345  | 312  | 297  | 305  | 277  | 286  |
| Des de 1962: població sense dobles comptes |      |      |      |      |      |      |